# La Bâtie-Vieille
Pour les articles homonymes, voir Bâtie et Vieille.
La Bâtie-Vieille est une commune française située dans le département des Hautes-Alpes, en région Provence-Alpes-Côte d'Azur.
Ses habitants sont appelés les Bastidons.

## Géographie
La Bâtie-Vieille est située à 5 km de La Bâtie-Neuve, 8 km de Gap, 11 km de Chorges et à 21 km de Tallard.

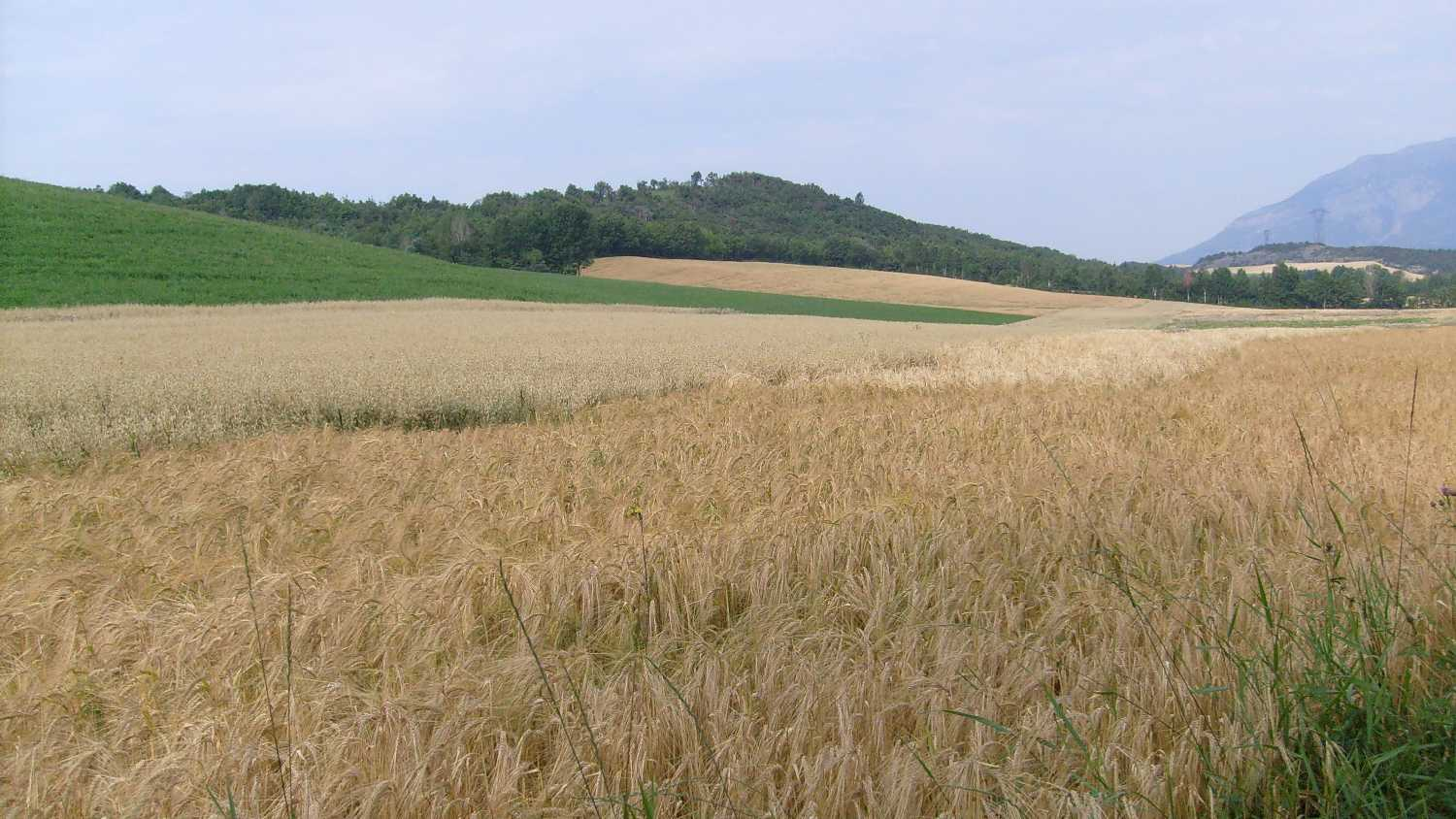
Paysage agricole de La Bâtie-Vieille.

D’une superficie de 905 ha, la commune est située en zone de moyenne montagne, en périphérie de l'agglomération de Gap. Elle se compose du village principal dominé par son église et sa tour médiévale, de deux hameaux, le Grand Larra et les Guérins, et de quelques écarts comme les Cordeliers, le Fraine, ou l'Hermitage qui comporte une ferme et une chapelle, sur le chemin pédestre conduisant à Notre-Dame du Laus.
Son altitude varie de 798 m dans le vallon de la Luye, à plus de 1152 m. La majeure partie de la commune se situe en zone de plateau, entre 850 et 1 000 m. Les sols sont de qualité très moyenne. La végétation est de type « montagnard-méditerranéen ». Plus de la moitié de la superficie communale est occupée par une agriculture traditionnelle extensive (polyculture-élevage) moderne. Environ 40 % de la superficie communale est couverte par des bois et forêts. Ces forêts jouent un rôle de protection contre l'érosion, protègent des vents, et contribuent à la qualité paysagère de la commune.

### Climat
Pour des articles plus généraux, voir Climat de Provence-Alpes-Côte d'Azur et Climat des Hautes-Alpes.
En 2010, le climat de la commune est de type climat méditerranéen altéré, selon une étude du Centre national de la recherche scientifique s'appuyant sur une série de données couvrant la période 1971-2000. En 2020, Météo-France publie une typologie des climats de la France métropolitaine dans laquelle la commune est exposée à un climat de montagne ou de marges de montagne et est dans la région climatique Alpes du sud, caractérisée par une pluviométrie annuelle de 850 à 1 000 mm, minimale en été.
Pour la période 1971-2000, la température annuelle moyenne est de 8,8 °C, avec une amplitude thermique annuelle de 16,9 °C. Le cumul annuel moyen de précipitations est de 1 017 mm, avec 7,2 jours de précipitations en janvier et 5,7 jours en juillet. Pour la période 1991-2020, la température moyenne annuelle observée sur la station météorologique de Météo-France la plus proche, « Gap », sur la commune de Gap à 7 km à vol d'oiseau, est de 11,5 °C et le cumul annuel moyen de précipitations est de 863,3 mm. 
La température maximale relevée sur cette station est de 38,2 °C, atteinte le 23 août 2023 ; la température minimale est de −15,3 °C, atteinte le 5 février 2012,,.
Les paramètres climatiques de la commune ont été estimés pour le milieu du siècle (2041-2070) selon différents scénarios d'émission de gaz à effet de serre à partir des nouvelles projections climatiques de référence DRIAS-2020. Ils sont consultables sur un site dédié publié par Météo-France en novembre 2022.

## Urbanisme

### Typologie
Au 1er janvier 2024, La Bâtie-Vieille est catégorisée commune rurale à habitat dispersé, selon la nouvelle grille communale de densité à 7 niveaux définie par l'Insee en 2022.
Elle est située hors unité urbaine. Par ailleurs la commune fait partie de l'aire d'attraction de Gap, dont elle est une commune de la couronne,. Cette aire, qui regroupe 73 communes, est catégorisée dans les aires de 50 000 à moins de 200 000 habitants,.

### Occupation des sols
L'occupation des sols de la commune, telle qu'elle ressort de la base de données européenne d’occupation biophysique des sols Corine Land Cover (CLC), est marquée par l'importance des territoires agricoles (80,7 % en 2018), une proportion identique à celle de 1990 (80,7 %). La répartition détaillée en 2018 est la suivante : 
zones agricoles hétérogènes (46,6 %), terres arables (34,1 %), forêts (19,1 %), espaces ouverts, sans ou avec peu de végétation (0,2 %).
L'évolution de l’occupation des sols de la commune et de ses infrastructures peut être observée sur les différentes représentations cartographiques du territoire : la carte de Cassini (XVIIIe siècle), la carte d'état-major (1820-1866) et les cartes ou photos aériennes de l'IGN pour la période actuelle (1950 à aujourd'hui).

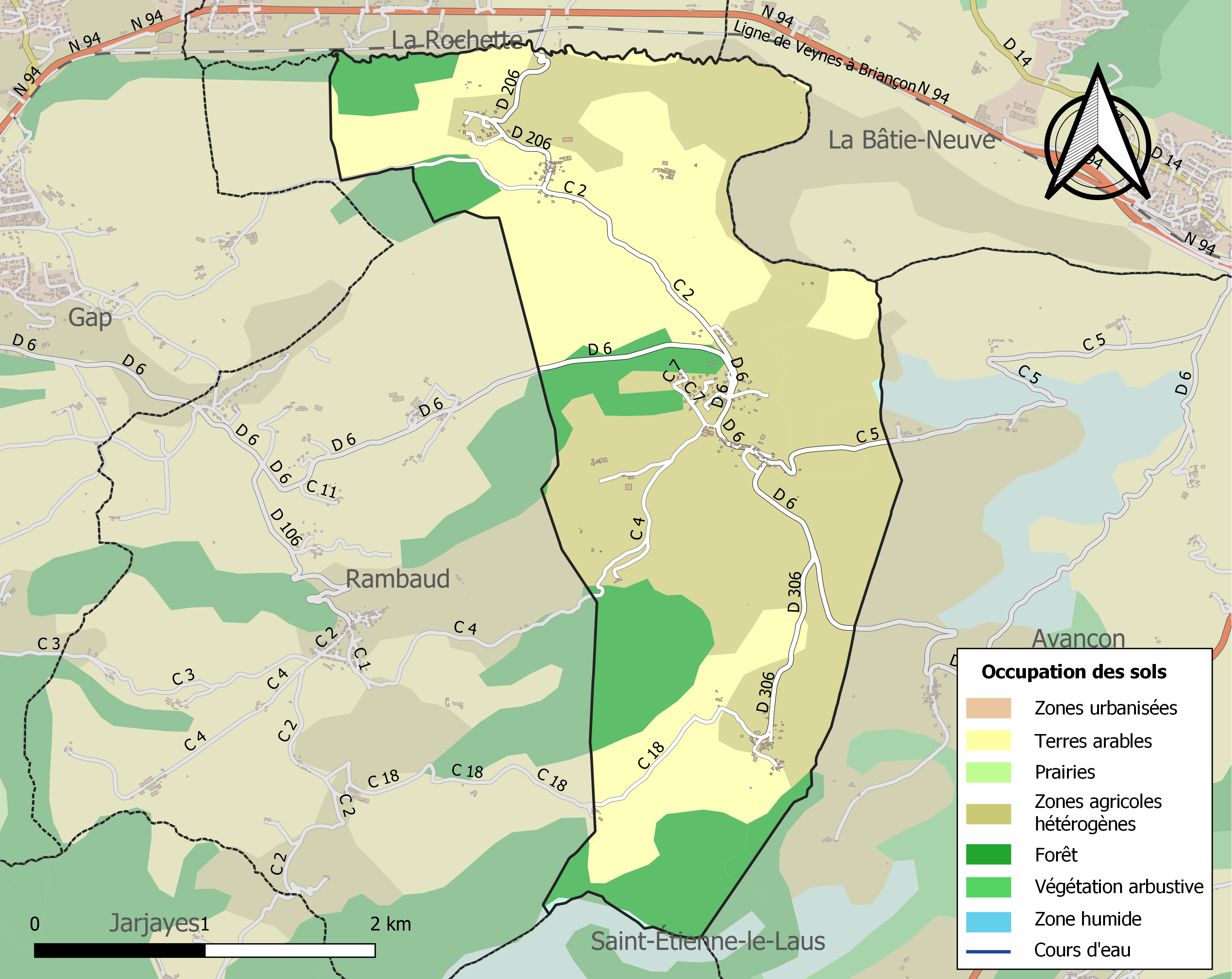
Carte de l'occupation des sols de la commune en 2018 (CLC).

## Toponymie
Le nom de la localité est attesté sous sa forme occitane Castrum bastide Veteris en 1271 dans les archives du monastère de Valbonne ; Au XVe siècle, cette « vieille bâtie » est appelée Bastida Antica.
La Bastia-Vielha en occitan[réf. nécessaire].
La Bâtie est la forme francisée des termes provençaux La Bastio, ou La Bastié, que l'on retrouve dans le mot Bastide. On peut donc entendre le nom de la commune comme l'ancienne bastide, et rappelle une « maison fortifiée ancienne » permettant de la qualifier par rapport à la maison fortifiée plus récente qui fut bâtie dans la commune proche de La Bâtie-Neuve.

## Politique et administration

### Municipalité
| Période                                  | Période                       | Identité        | Étiquette | Qualité    |
| ---------------------------------------- | ----------------------------- | --------------- | --------- | ---------- |
| avant 1988                               | ?                             | Albert Jacob    |           |            |
|                                          |                               |                 |           |            |
| avant 2005                               | mars 2014                     | Patrick Galvain |           |            |
| mars 2014                                | En cours (au 21 octobre 2014) | Francis Cester  |           | Commerçant |
| Les données manquantes sont à compléter. |                               |                 |           |            |

### Intercommunalité
La Bâtie-Vieille fait partie:
- de 2000 à 2017, de la communauté de communes de la vallée de l'Avance ;
- à partir du 1er janvier 2017, de la communauté de communes Serre-Ponçon Val d'Avance[17].

## Population et société

### Démographie
L'évolution du nombre d'habitants est connue à travers les recensements de la population effectués dans la commune depuis 1793. Pour les communes de moins de 10 000 habitants, une enquête de recensement portant sur toute la population est réalisée tous les cinq ans, les populations de référence des années intermédiaires étant quant à elles estimées par interpolation ou extrapolation. Pour la commune, le premier recensement exhaustif entrant dans le cadre du nouveau dispositif a été réalisé en 2004.

En 2022, la commune comptait 325 habitants, en évolution de −7,14 % par rapport à 2016 (Hautes-Alpes : +0,4 %, France hors Mayotte : +2,11 %).
| 1793 | 1800 | 1806 | 1821 | 1831 | 1836 | 1841 | 1846 | 1851 |
| ---- | ---- | ---- | ---- | ---- | ---- | ---- | ---- | ---- |
| 199  | 200  | 228  | 234  | 157  | 232  | 247  | 268  | 238  |

| 1856 | 1861 | 1866 | 1872 | 1876 | 1881 | 1886 | 1891 | 1896 |
| ---- | ---- | ---- | ---- | ---- | ---- | ---- | ---- | ---- |
| 230  | 198  | 197  | 213  | 217  | 208  | 210  | 195  | 207  |

| 1901 | 1906 | 1911 | 1921 | 1926 | 1931 | 1936 | 1946 | 1954 |
| ---- | ---- | ---- | ---- | ---- | ---- | ---- | ---- | ---- |
| 197  | 187  | 171  | 131  | 139  | 149  | 131  | 118  | 123  |

| 1962 | 1968 | 1975 | 1982 | 1990 | 1999 | 2004 | 2006 | 2009 |
| ---- | ---- | ---- | ---- | ---- | ---- | ---- | ---- | ---- |
| 107  | 106  | 89   | 166  | 208  | 246  | 243  | 247  | 278  |

| 2014 | 2019 | 2022 | - | - | - | - | - | - |
| ---- | ---- | ---- | - | - | - | - | - | - |
| 331  | 325  | 325  | - | - | - | - | - | - |

## Économie
La commune est le siège de plusieurs exploitations agricoles. Elle comprend quelques hébergements touristiques, notamment au hameau des Guérins. Il n'y a pas de commerce, cette activité n'étant localement présente qu'à Gap, à quelques kilomètres.

## Lieux et monuments
- Tour du XIIe siècle.
- Église Saint-Martin de La Bâtie-Vieille du XIXe siècle.
- Chapelle Saint-Antoine de Grand-Larra.